# Charles Paris (peintre)
Pour les articles homonymes, voir Charles Paris et Paris (homonymie).
Charles Paris, né à Valenciennes le 9 septembre 1877 et mort dans la même ville le 29 février 1968, est un peintre paysagiste français.

## Biographie
Charles Paris naît le 9 septembre 1877 à Valenciennes du mariage d'Alfred Paris, serrurier, et d'Antoinette Copin. Il épouse Marie Louise Clara Rousseau, professeur de musique, le 12 août 1903 à Valenciennes.  
Il est l'élève de Joseph Layraud à l'Académie des Beaux-Arts de Valenciennes et il travaille dans l'atelier d'Alphonse Chigot. Il suit les conseils prodigués par Le Sidaner. Il trouve son inspiration dans les paysages du Nord et peint dans les rues de Valenciennes comme le montrent ses œuvres ci-dessous.  
Il expose au Salon de la Société nationale des beaux-arts à Paris.
Il meurt le 29 février 1968 à Valenciennes.

## Œuvres dans les collections publiques
- Valenciennes, musée des Beaux-Arts :
  - Arbres, et derrière, une maison, XXe siècle, crayon noir sur papier bis, 15,7 × 11,6 cm[3] ;
  - Arbre tordu dans un paysage, XXe siècle, plume (encre brune) et lavis d'encre brune sur papier blanc, 5,7 × 9,5 cm[4] ;
  - Détail de maison: deux fenêtres, un pan de toit, XXe siècle, crayon noir sur papier blanc, 14,2 × 10,0 cm[5] ;
  - Maison et arbres en hiver, XXe siècle, crayon noir sur papier bis, 11,6 × 15,5 cm[6] ;
  - Valenciennes vue depuis les Marais de l'Epaix, XXe siècle, huile sur toile, 54,5 × 65,2 cm[7] ;
  - Soleil couchant, XXe siècle, huile sur toile, 37,7 × 46,2 cm[8] ;
  - La rue Hécart et la rue Askièvre à Valenciennes, XXe siècle, huile sur toile, 82 × 66 cm[9] ;
  - Le Moulin Gillard à Valenciennes, XXe siècle, huile sur toile, 35,2 × 46,2 cm[10] ;
  - La Pâture Cheval à Valenciennes, XXe siècle, huile sur toile, 32,6 × 45,8 cm[11] ;
  - L'Écluse des Repenties à Valenciennes, XXe siècle, huile sur toile, 33,2 × 46 cm[12] ;
  - Le Pont de la Citadelle vers l'Esplanade à Valenciennes, XXe siècle, huile sur toile, 33,1 × 46,1 cm[13] ;
  - Le Pont de la Citadelle vers la Citadelle à Valenciennes, XXe siècle, huile sur toile, 33,2 × 41,1 cm[14] ;
  - L'église Notre-Dame du Saint Cordon vue de la rue du Profond Sens. A Valenciennes par temps de neige., XXe siècle, huile sur toile, 55 × 43 cm[15] ;
  - La rue d'Oultreman et la rue Delsaux à Valenciennes, XXe siècle, huile sur toile, 55 × 45,7 cm[16] ;
  - Vue de Valenciennes, XXe siècle, huile sur toile, 41 × 33 cm[17] ;
  - La Malterie Dupas à Valenciennes, XXe siècle, huile sur toile, 22 × 32,5 cm[18] ;
  - Maisons au bord d'une rivière, XXe siècle, huile sur toile, 45,8 × 55 cm[19] ;
  - Hameau, XXe siècle, huile sur toile, 38 × 46 cm[20].